# لويس غالفان
لويس غالفان (بالإسبانية: Luis Galván) مواليد 24 فبراير 1948 في سانتياغو ديل استيرو، الأرجنتين، هو لاعب كرة قدم أرجنتيني دولي سابق كان يلعب كمدافع. اعتزل اللعب عام 1987. سبق له أن لعب في كأس العالم لكرة القدم مع منتخب بلاده. بدأ مسيرته الرياضية عام 1970.

## المسيرة الاحترافية

### أندية لعب لها
- بيلغرانو
- نادي بوليفار

## روابط خارجية
- لويس غالفان على موقع الاتحاد الدولي (مؤرشف)  (الإنجليزية)
- لويس غالفان على موقع قاعدة بيانات كرة القدم.إي يو (الإنجليزية)
- لويس غالفان على موقع ناشيونال فوتبول تيمز (الإنجليزية)